# Привалов, Владимир Георгиевич
Привалов Владимир Георгиевич — советский военачальник, генерал-полковник артиллерии (25.10.1987). Начальник войск противовоздушной обороны Сухопутных войск (1965—1969).

## Биография

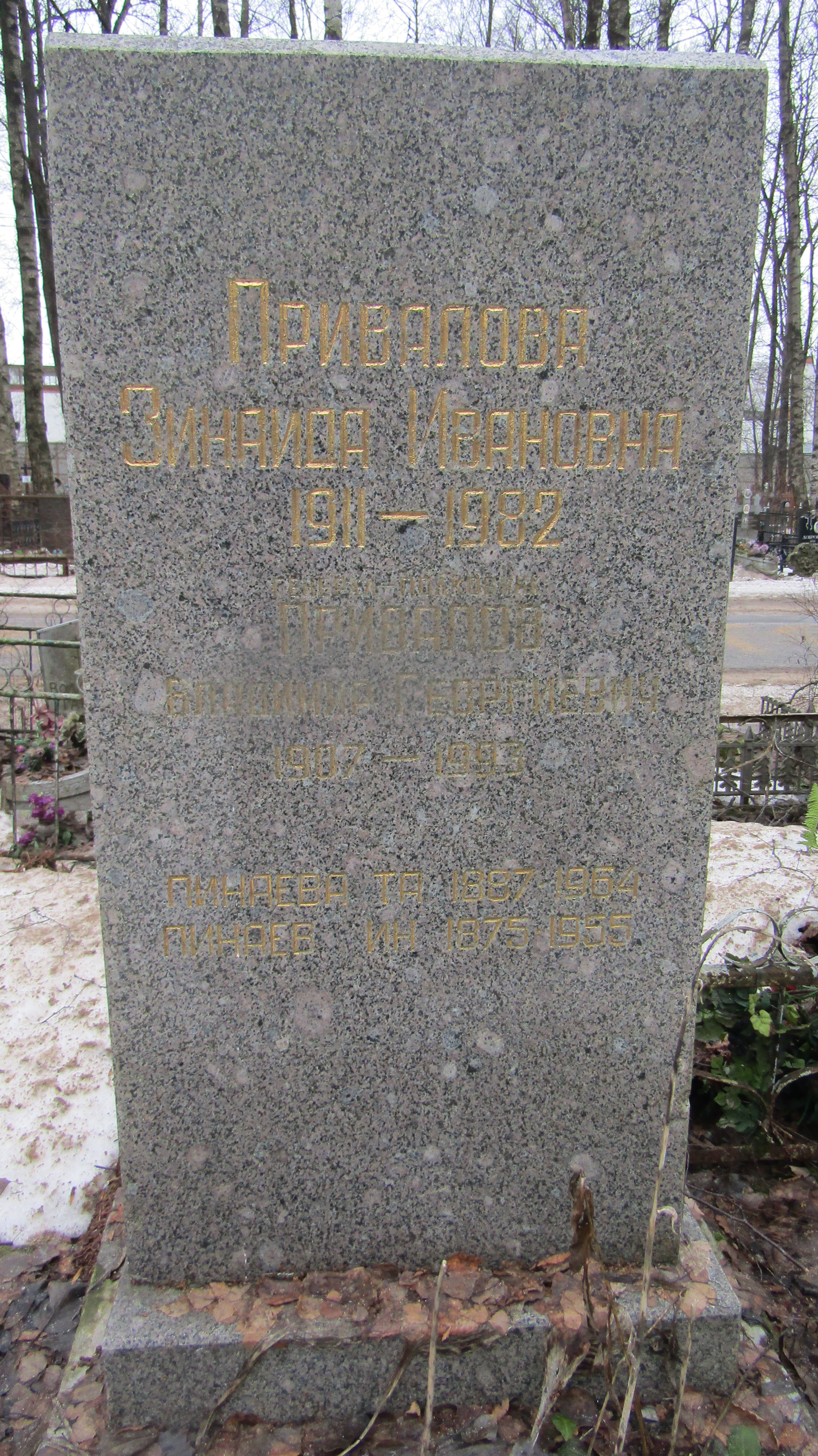
Могила Привалова В. Г. Серафимовское кладбище, Санкт-Петербург.

Родился в крестьянской семье. Пятнадцатилетним юношей поступил в школу фабрично-заводского обучения при московском заводе Красный богатырь.
В 1926 окончил школу и работал плотником при школе.
В 1929 поступил в 1-е Ленинградское артиллерийское училище.
Выпущен лейтенантом в 1932 с назначением на должность командира взвода 180 артиллерийского полка Ленинградского военного округа, далее командир батареи и начальник штаба полка.
В предвоенные годы поступил в Военную артиллерийскую академию им. Ф. Э. Дзержинского.
В 1941 окончил академию с отличием. Направлен на Ленинградский фронт командиром 115-го артиллерийского полка.
В 1943—1944 — заместитель командира зенитной артиллерийской дивизии.
В 1945 — начальник штаба Ленинградской армии ПВО.
В послевоенный период проходил воинскую службу в должностях: командир дивизии ПВО, начальник училища, командующий зенитной артиллерией Бакинского округа ПВО.
В 1958—1962 — первый заместитель начальника Главного ракетно-артиллерийского управления.
С 1962 — первый заместитель начальника войск ПВО Сухопутных войск.
С 1965 начальник войск ПВО Сухопутных войск.
За период руководства войсками противовоздушной обороны Сухопутных войск им решены основные проблемы:
- добиться создания первых серийных образцов зенитной ракетного вооружения для войск ПВО СВ: ЗРК Круг, «Куб», «Оса», «Стрела-1», ПЗРК «Стрела-2», ЗСУ-23-4 «Шилка»;
- организовать проведение совместных испытаний (промышленностью и войсками) создаваемых образцов зенитного вооружения на государственных полигонах (Донгуз, Эмба);
- создать учебный центр боевого применения войск ПВО СВ на полигоне Эмба и учебный центр в г. Кунгуре;
- организовать переучивание частей зенитной артиллерии на зенитные ракетные комплексы с последующим проведением боевых стрельб;
- усовершенствовать учебно-материальную базу вузов и учебных центров войск ПВО СВ;
- включить в состав военных округов и армий зенитные ракетные бригады «Круг», мотострелковых (танковых) дивизий — зенитные ракетные полки «Куб», мотострелковых (танковых) полков — ЗСУ-23-4 («Шилка»), ЗРК «Стрела-1».

Награждён орденом Ленина, орденом Октябрьской Революции (18.07.1977), двумя орденами Красного Знамени, двумя орденами Отечественной войны I степени, двумя орденами Красной Звезды, многочисленными медалями.